# Help! Help! Hydrophobia!
Help! Help! Hydrophobia! è un cortometraggio muto del 1913 diretto da Henry Lehrman. Prodotto da Mack Sennett e dalla sua Keystone Film Company, il film aveva come interpreti Roscoe 'Fatty' Arbuckle, Beatrice Van, Nick Cogley.

## Trama
Tim Brown corteggia la figlia di un professore, ma questi non è per niente contento di questa storia. Un giorno che il professore ha mostrato il risultato delle sue ricerche scientifiche a dei colleghi, Tim, accompagnato dal proprio cane, si introduce di nascosto in casa suA da una finestra rimasta aperta. La bestiola è assetata e lui le versa del latte da una bottiglia che si trova sul tavolo. Peccato che la bottiglia di latte, in realtà, sia una coltura dei mortali germi coltivati dal professore per le sue ricerche. Quando lo scienziato si accorge di quello che è accaduto, si mette a gridare: "aiuto, il cane ha bevuto i miei germi! è pieno di germi mortali!" e poi scappa via. Il cane, non capendo quello che sta succedendo, si mette ad abbaiare a quello strano tipo urlante, correndogli poi dietro. In città succede il finimondo: il professore scappa via urlando a squarciagola, inseguito dal cane che cerca di morderlo e la gente, per strada, comincia a inseguirli, provocando il caos. Alla fine, il professore riuscirà a sfuggire al tremendo pericolo trovando un rifugio sicuro.

## Produzione
Il film fu prodotto dalla Keystone Film Company usando i titoli di lavorazione The Chemist e The Feud.

## Distribuzione
Distribuito dalla Mutual, il film - un cortometraggio di 150 metri - uscì nelle sale statunitensi il 5 giugno 1913. Nelle proiezioni, veniva programmato con il sistema dello split reel, accorpato in un'unica bobina con un altro cortometraggio prodotto dalla Keystone, Passions, He Had Three.